# Mauricio Pinilla
Mauricio Ricardo Pinilla Ferrera (ur. 4 lutego 1984 w Santiago) – chilijski piłkarz występujący na pozycji napastnika w chilijskim klubie Coquimbo Unido.

## Życiorys

### Kariera klubowa
Piłkarską karierę rozpoczął w klubie z Chile – Universidad de Chile w roku 2002. Grał tam przez rok, wystąpił w 39 meczach, i strzelił 20 goli. Następnie przeniósł się do Interu Mediolan, skąd był wypożyczany kolejno do Chievo Werona i hiszpańskiej Celty Vigo. W 2004 Pinilla został sprzedany do portugalskiego Sportingu, skąd również był wypożyczany do innych klubów. Na tej zasadzie trafiał kolejno do hiszpańskiego Racingu Santander, szkockiego Hearts oraz chilijskiego Club Universidad de Chile. W 2007 piłkarz na zasadzie transferu definitywnego odszedł do Hearts, gdzie do 2008 rozegrał tylko 2 ligowe mecze. 17 września 2008 Pinilla podpisał kontrakt z brazylijskim CR Vasco da Gama, w 2009 występował w cypryjskim Apollonie Limassol, po czym odszedł do włoskiego US Grosseto. W sezonie 2009/2010 w 24 meczach Serie B strzelił 24 gole i po zakończeniu rozgrywek został sprzedany do US Palermo. Następnie grał w Cagliari Calcio, Genoi oraz Atalancie, a w 2017 przeszedł do Universidadu de Chile. 18 stycznia 2019 podpisał kontrakt z chilijskim klubem Coquimbo Unido.

### Kariera reprezentacyjna
W 2003 Pinilla zadebiutował w reprezentacji Chile.